# Turdus pilaris
El zorzal real (Turdus pilaris) es una especie de ave paseriforme de la familia Turdidae.

## Descripción
El zorzal real es un tordo grande, alcanza una longitud de unos 26 cm y un peso de 100 gramos. Las hembras y machos son muy similares. Su dorso es de color castaño y la zona posterior de su cabeza, el cogote y obispillo son de color gris azulado. La zona inferior de las alas es blanca y de color pardo en su parte superior. Su pecho es de color rojizo con motes negras, siendo el resto de sus partes inferiores de color blanco. Su cola es de color pardo en su parte superior.

## Distribución
Solo una parte de la población migra, las aves se desplazan del norte hacia el sur durante el invierno. Se reproduce en bosques y matorrales en Escandinavia y la antigua Unión Soviética incluidos los estados bálticos, en Europa central su zona de reproducción llega hasta Holanda, Bélgica, Alemania, Suiza, y Francia. Si bien rara vez nidifica en Gran Bretaña e Irlanda, grandes bandadas pasan el invierno en estos países.
Es usual que durante la migración y durante el período invernal las aves formen grandes bandadas, mucha veces junto con los zorzales alirrojos.

## Dieta

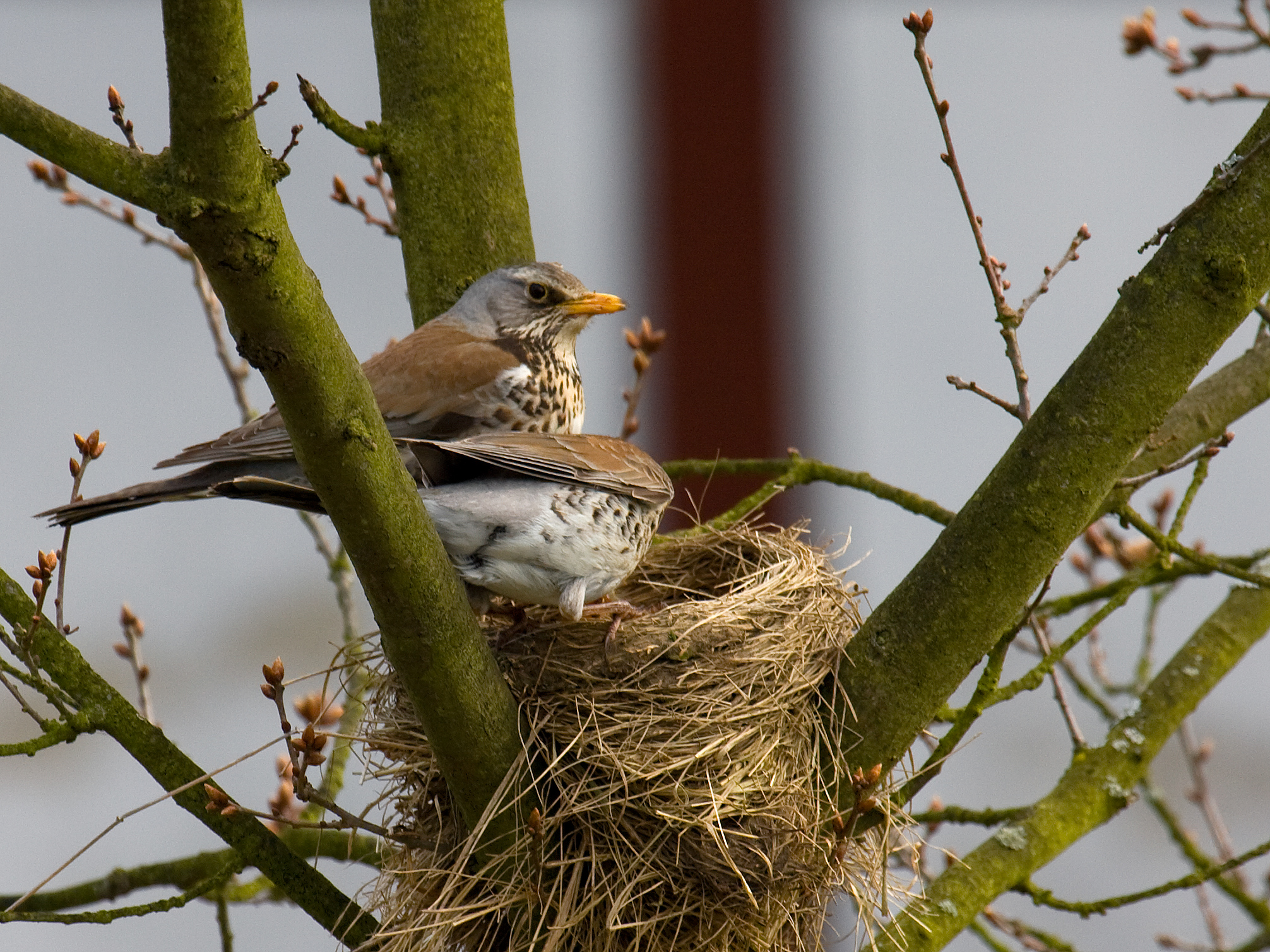
Pareja en el nido.

Es omnívoro, alimentándose de una amplia gama de insectos, gusanos y caracoles durante el verano y de bayas durante el invierno.

## Reproducción

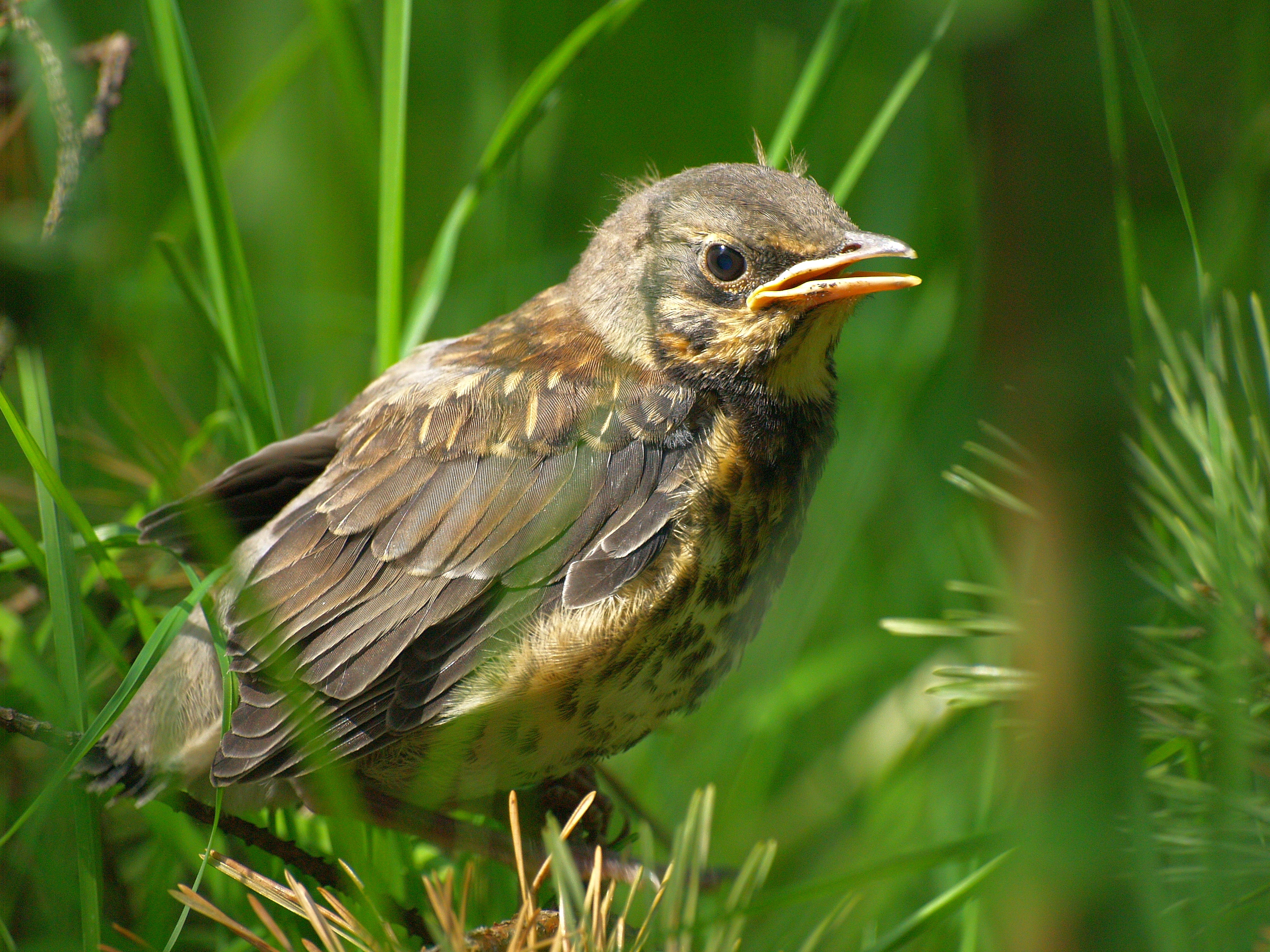
ejemplar juvenil de zorzal real (Turdus pilaris)

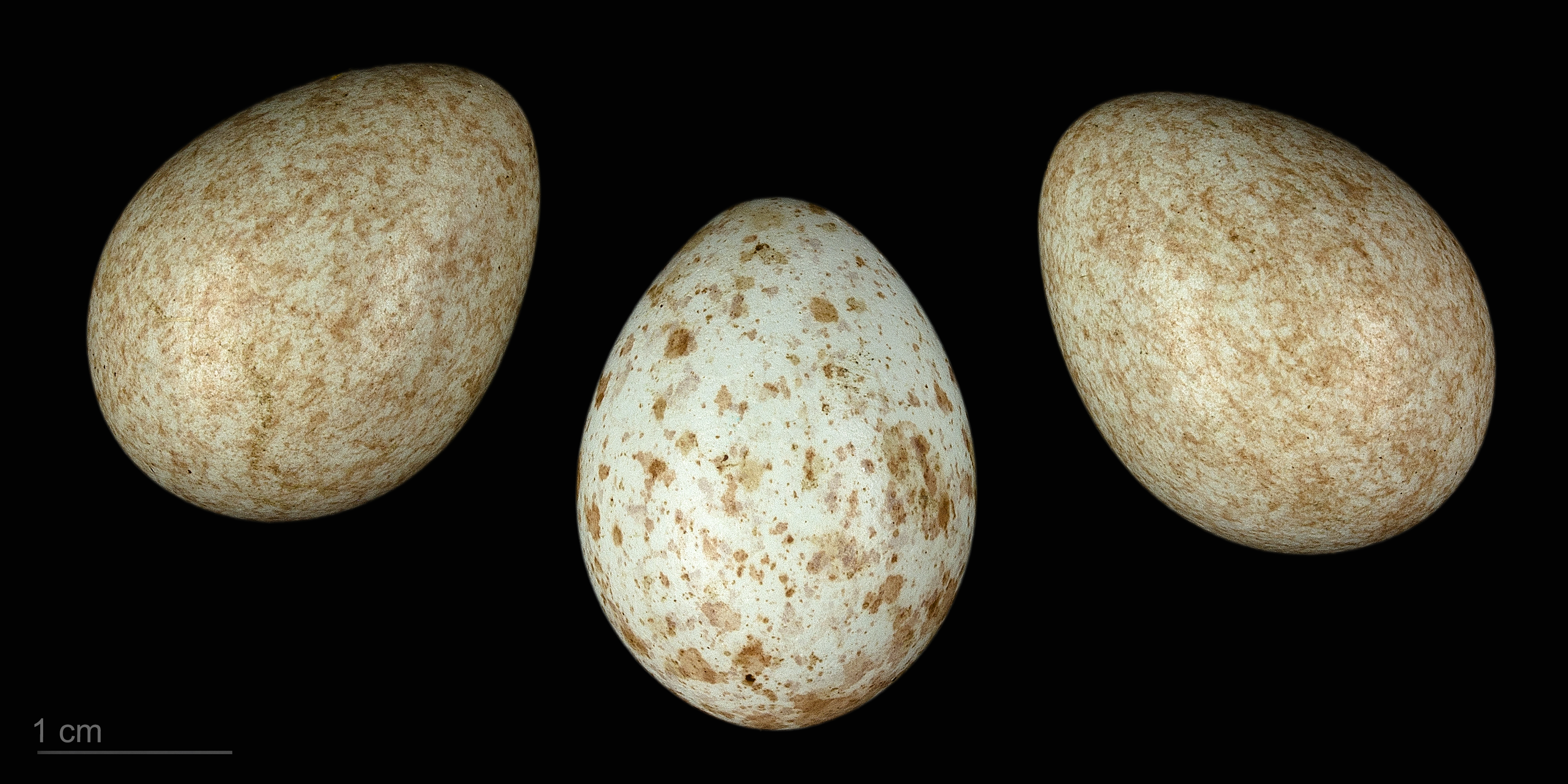
Turdus pilaris - MHNT

Anida en los árboles, poniendo varios huevos en un nido prolijo. Por lo general la hembra construye un nido de barro y hierbas. Pone de 5 a 6 huevos de color verdoso con pequeñas pintas, la hembra los empolla durante 2 semanas. Ambos padres alimentan a los polluelos que están en condiciones de volar a las 2 semanas de nacer. 
Es común verlos anidar en pequeñas colonias, posiblemente para protegerse de los cuervos grandes.  Se ha observado que defienden su nido atacando a aves predadoras como los cuervos dejando caer heces sobre sus alas.
El macho posee un canto simple pareciendo decir "chac-chac", un individuo que busca restablecer contacto con su bandada suele lanzar un "uic" en un tono agudo.

## Etimología
Su nombre en inglés Fieldfare deriva del anglosajón feld-fere que significa viajero de los campos, probablemente por su constante movimiento mientras se alimenta.